# Солнечное ядро

Структура Солнца

Солнечное ядро простирается от центра Солнца на расстояние в 173 тыс. км (приблизительно 20 % солнечного радиуса). Ядро — самая горячая часть Солнца, температура в ядре составляет 15 млн К (для сравнения: температура поверхности равна 6 тыс. К). Плотность ядра — 150 тыс. кг/м³ (в 150 раз выше плотности воды на Земле).
Анализ данных, полученных космическим аппаратом SOHO, показал, что в ядре скорость вращения Солнца вокруг своей оси значительно выше, чем на поверхности.

## Энергия ядра
В ядре осуществляется протон-протонная термоядерная реакция, в результате которой из четырёх протонов образуется гелий-4. При этом каждую секунду в энергию превращаются 4,26 миллиона тонн вещества (3,6⋅1038 протонов), однако эта величина ничтожна по сравнению с массой Солнца — 2⋅1027 тонн. Мощность ядра равна 380 йоттаваттам (3,8⋅1026 Ватт), что эквивалентно детонации 9,1⋅1010 мегатонн тротила в секунду.
Ядро — единственное место на Солнце, в котором энергия и тепло получается от термоядерной реакции, остальная часть звезды нагрета этой энергией. Вся энергия ядра последовательно проходит сквозь слои, вплоть до фотосферы, с которой излучается в виде солнечного света и кинетической энергии.

## Преобразование энергии
Во время движения высокоэнергетических фотонов (гамма и рентген-лучи) к поверхности Солнца, они рассеивают часть энергии в более низкоэнергетических слоях, по сравнению с ядром (например, в зоне лучистого переноса). Оценки «времени прохождения фотона» варьируются от 50 миллионов лет до 40 000 лет. Каждый гамма-квант из ядра Солнца преобразуется в несколько миллионов видимых фотонов, которые и излучаются с поверхности. В то же время получающиеся в ходе этой реакции нейтрино свободно покидают Солнце и свидетельствуют о том, что термоядерная реакция идёт и сейчас.